# Пінгвін Гумбольдта
Пінгвін Гумбольдта (Spheniscus humboldti) — вид птахів з роду пінгвін родини пінгвінових. Названий на честь німецького вченого Александера фон Гумбольдта. Популяція перебуває в зоні ризику.

## Опис
За розміром схожий з магеланським пінгвіном. Досягає довжини 65—70 см і ваги близько 4—4,7 кг. Самці трохи більші за самиць. Зовнішність обох видів також схожа (чорні спина й голова, біле черево), за винятком того, що у пінгвіна Гумбольдта одна, а не дві білі смуги, що йдуть через горло. Забарвлення самиць схоже із кольором пір'я самців.

## Спосіб життя

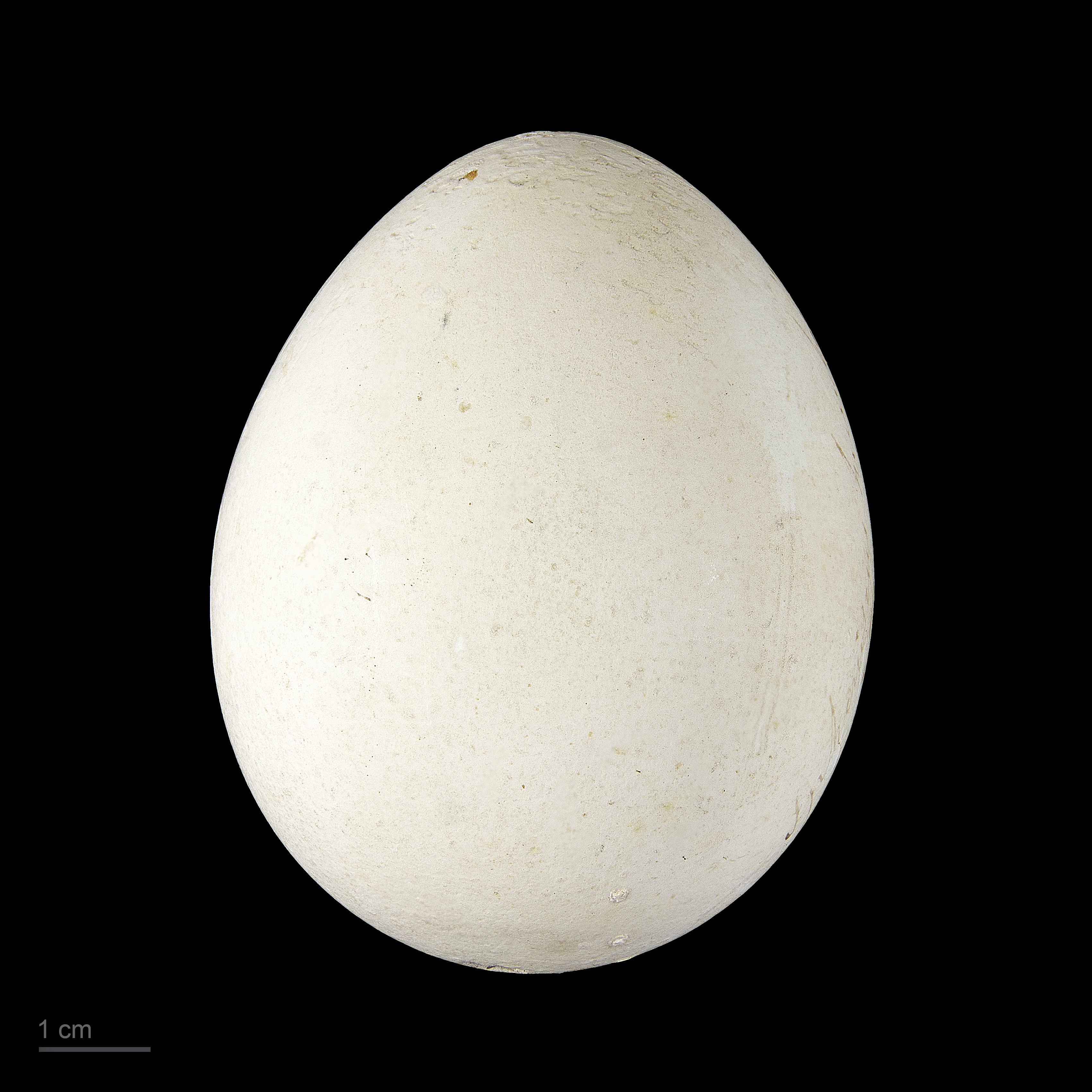
Яйце пінгвіна Гумбольта. Тулузький музей.

Полюбляє кам'янисті узбережжя. Живиться рибою та ракоподібними недалеко від берега на глибині менше 60 м, але може пірнати і на 150 м. Взимку може мігрувати на сотні кілометрів від місць гніздування. Досить незграбний на суші, проте у воді — прекрасний «рибалка».
Здатен розмножуватися у віці 2 років. Гнізда влаштовуються в норах, скельних невеликих печерах або просто в ямках на поверхні ґрунту. Яйця відкладаються з березня по грудень, однак, в залежності від становища колонії, виражені два піки: у квітні—травні та вересні—жовтні. Якщо кормові умови цьому сприяють, цілком може виростити два виводка протягом року. Зазвичай за двомісячним линянням слідують два періоди розмноження по 5 місяців кожен. Як результат, птахів в районі гніздування можна бачити протягом всього року. Два однакових за розміром яйця відкладаються з інтервалів в 2-4 дні. Обидва батьків насиджують кладку протягом 40—42 днів. Найбільша частка яєць гине в результаті затоплення гнізд штормами, руйнування нір і хижацтва мартинів. Пташенята вилуплюються з інтервалом у два дні. Батьки годують пташенят щодня, вирушаючи не годівлю вранці і повертаючись ввечері. Іноді, щоб добратись зі схилів суші до води, проходять крізь місця, де лежать морські котики, ризикуючи власним життям (можуть стати для них кормом, тому вибирають час, коли ті ситі та відпочивають).[джерело?] Час, який батьки проводять на годуванні, зростає в міру зростання пташенят.
У період розмноження не вирушають далі 35 км від колонії. Пташенята залишаються в гнізді до тих пір, поки у них не виросте мезоптільний наряд. З цього часу вирушати на пошук здобичі для пташенят можуть обидва батьки. Пташенята «злітають» у віці 10—12 тижнів і залишають колонію на кілька тижнів, щоб живиться у морі.
Дорослі птахи з року в рік гніздяться в одному і тому ж гнізді й з тим же самим партнером. Після того, як остання пташеня другого виводка «злетів», дорослі птахи перед линянням на пару тижнів вирушають в море годуватися. Птахи линяють близько трьох тижнів — у січні-лютому. Після завершення линьки птахи знову на два тижні йдуть у море, щоб набрати вагу перед новим періодом розмноження.
У неволі доживають до більш ніж 30 років.

## Розповсюдження та чисельність
Зустрічається тільки по західному узбережжя Південної Америки в зоні впливу холодної Перуанської течії, від о. Фока (5° південної широти) біля узбережжя Перу до Альгарробо (33° південної широти) у Чилі. Окрема колонія існує далі на південь, на островах Пуніуіл. Світова популяція налічує 12 000 пар, з яких 8 гніздиться в Чилі, а 4 — в Перу. Загальна чисельність становить приблизно 8 тисяч осіб. Чисельність цього пінгвінів на тепер значно скорочується через надмірний вилов риби, загибель птахів у рибальських тенетах і діяльність людини при зборі гуано.
Узбережжя, уздовж якого живуть ці пінгвіни, дуже зазнає впливу Ель-Ніньйо. У такі періоди, крім харчів змінюється і погода. Йдуть сильні дощі, які можуть повністю змити колонії, як це трапилося на узбережжі Перу і Чилі у 1997/98 р. Природними хижаками є мартини, грифи, каракара, лисиці, ластоногі і китоподібні.